# Nicholas Long
Nicholas James Long –conocido como Nic Long– (San Diego, 6 de octubre de 1989) es un deportista estadounidense que compite en ciclismo en la modalidad de BMX. Ganó una medalla de bronce en el Campeonato Mundial de Ciclismo BMX de 2016.

## Palmarés internacional
| Campeonato Mundial | Campeonato Mundial  | Campeonato Mundial | Campeonato Mundial |
| Año                | Lugar               | Medalla            | Competición        |
| ------------------ | ------------------- | ------------------ | ------------------ |
| 2016               | Medellín (Colombia) | Medalla de bronce  | Carrera            |